# لومومبا، وفاة نبي (فيلم)
لومومبا، وفاة نبي (بالفرنسية: Lumumba, la mort du prophète)‏، هُو فيلم وثائقي كونغولي ديمقراطي صدر سنة 1990 وأخرجه راؤول بيك.

## وصلات خارجية
- لومومبا، وفاة نبي على موقع IMDb (الإنجليزية)
- لومومبا، وفاة نبي على موقع روتن توميتوز (الإنجليزية)
- لومومبا، وفاة نبي على موقع Turner Classic Movies (الإنجليزية)
- لومومبا، وفاة نبي على موقع أول موفي (الإنجليزية)
- لومومبا، وفاة نبي على موقع فيلمافينيتي (الإسبانية)
- لومومبا، وفاة نبي على موقع قاعدة بيانات الفيلم (الإنجليزية)
- لومومبا، وفاة نبي على موقع ليتربوكسد (الإنجليزية)